# Baghjulstræk
Baghjulstræk er, når en bil kun drives af baghjulene.
På en baghjulstrukket bil med frontmotor går drejningsmomentet fra motoren gennem gearkassen og via kardanakslen til bagakslen. I bagakslen ledes kardanakslen ind i et bagakselgear. Dette består af et vinkelgear (oftest af hypoidtype) og et differentialegear. Bagakselgearet kan være forsynet med differentialebremse eller -spærre.
På biler med center- eller hækmotor er differentialegearet normalt sammenbygget med gearkassen, og derfor har bilen ingen kardanaksel.

## Fordele
- Baghjulstrukne biler er i reglen nemmere og billigere at vedligeholde end forhjulstrukne biler.
- Baghjulstræk medfører mindre vendediameter end forhjulstræk.
- Baghjulstrukne biler er ofte at foretrække frem for forhjulstrukne hvis man trækker et tungt påhængskøretøj eller trækker en bådtrailer op fra vandet. Den øgede vægt på bagakslen medfører bedre vejgreb.
- Motorstærke biler med stor vægtforskydning bagud ved acceleration, f.eks. avancerede sportsvogne og racerbiler m.m. anvender næsten udelukkende baghjulstræk.

## Ulemper
- Mindre kabineplads på grund af gearkasse- og kardantunnelen.
- Frontmotor og baghjulstræk giver ofte dårligere fremkommelighed om vinteren i forhold til biler med hækmotor eller forhjulstræk.

## Egenskaber, som både kan være fordele og ulemper
- Baghjulstrukne biler, som begynder at tabe vejgrebet i en kurve bliver overstyrede, hvilket gør bilen svær at styre for uerfarne førere.